# سایپرس هیل
گروهِ هیپ هاپ لاتین-آمریکایی سایپرس هیل (به انگلیسی: Cypress Hill)، از ناحیه South Gate واقع در کالیفرنیا، اولین گروه رپ لاتین بود که با فروش آلبوم‌هایش به موقعیتِ پلاتینوم (فروش یک میلیون نسخه) و مولتی-پلاتینوم (فروش چندین میلیون نسخه) دست یافت و به همین ترتیب به خوش فروش‌ترین گروه لاتین رپ مبدل شد. یکی از جنبه‌های محبوبیت این گروه سرسپردگی آنها به قانونی کردن مصرف ماریجوانا است. این گروه سه بار نامزد دریافت جایزهٔ گرمی بوده است.

## پیشینه
گروه در آغاز متشکل از دو برادر،سن داگ و ملو من ایس، بود و بعدأ دی‌جی ماگز و بی-ریل به گروه اضافه شدند و اسم گروه را از روی خیابانی در محله ساوث گیت، سایپرس هیل نامیدند.

## اعضا
- دی‌جی ماگز (DJ Muggs): لارنس ماگرد، DJ و تهیه کننده، متولد ۲۸ ژانویه ۱۹۶۸
- بی-ریل (B-Real): لوییس فریس، رپر، متولد ۲ جوئن ۱۹۷۰
- سن داگ (Sen Dog): سنن ریس، رپر، متولد ۲۰ نوامبر ۱۹۶۵
- اریک بوبو (Eric Bobo): اریک کریا، پرکاشنیست، متولد ۲۷ آگوست ۱۹۶۸
که در ۱۹۹۴ به عضویتِ گروه درآمد.

## ارجاع به بیرون
- وبگاه رسمی